# Masaharu Iwata
Masaharu Iwata (岩田 匡治?, Iwata Masaharu; Tokyo, 26 ottobre 1966) è un compositore giapponese.
È autore delle colonne sonore di Magical Chase, Final Fantasy Tactics, Final Fantasy XII e di alcuni titoli della serie Ogre Battle. Ha collaborato più volte nel corso della sua carriera con Hitoshi Sakimoto.